# Андерсон, Пол Эдвард
Пол Э́двард А́ндерсон (англ. Paul Edward Anderson; 17 октября 1932, Токкоа, Джорджия, США — 15 августа 1994) — американский тяжелоатлет, олимпийский чемпион и чемпион мира, обладатель мирового рекорда по подъёму штанги. Последний на данный момент американец, выигравший олимпийское золото в тяжёлой атлетике в сверхтяжёлой весовой категории. Установил 4 официальных рекорда Мира.
Его собственный вес колебался между 138 и 170 кг. Рост — 1,77 м.

## Биография
В подростковом возрасте Пол не слишком значительно выделялся силой среди своих сверстников, однако при своих довольно массивных габаритах он обладал невероятной скоростью: «На спринтах ему не было равных. Он всегда первым пересекал финишную черту.» Чтобы увеличить силовые показатели и попасть в школьную футбольную команду ещё в подростковом возрасте Андерсон начал силовые тренировки на заднем дворе своего дома. Впоследствии он стал лучшим квотербеком в команде.
Получив спортивную стипендию, Андерсон поступил в Университет Фурмана (Южная Каролина), но проучился там всего один год. Затем вместе с родителями он переехал в Элизабеттон, Теннеси, где встретил тяжелоатлета Боба Пиплса, под влиянием которого начал заниматься приседаниями со штангой. Пиплс познакомил Андерсона с другими тяжелоатлетами. В 1953 году впервые встретился с Робертом (Бобом) Хоффманом.
В 1955 году Андерсон, как победитель чемпионата США по тяжёлой атлетике, прошедшем в июне в Кливленде, поехал на международные соревнования в Советский Союз.

Когда исполинская фигура Андерсона появилась на помосте, в зрительном зале началось оживление, которое увеличилось, когда Андерсон начал упражнение со штангой. Он выжимает 182,5 кг. Это новый мировой рекорд. Андерсон улучшил прежний мировой рекорд, принадлежавший Хэпбёрну (Канада), на 14 кг. В рывке Андерсон фиксирует 142,5 кг. В толчке он показывает 193 кг. Это в сумме троеборья составляет огромный вес — 518,5 кг. (Тогда в Москве Андерсон весил 155 кг)…
— Ю. Власов. «Справедливость силы»
На чемпионате мира в Мюнхене в октябре 1955 года Андерсон также установил два мировых рекорда (жим — 185,5 кг, сумма троеборья — 512,5 кг), с лёгкостью заняв первое место в своей весовой категории. В США его посетил вице-президент Ричард Никсон, поблагодаривший спортсмена за спортивные достижения.
В 1956 году на Олимпийских играх в Мельбурне шла напряжённая борьба между спортсменами сверхтяжёлой категории — аргентинцем Умберто Сельветти и Полом Андерсоном, у которого из-за болезни горла поднялась температура (до 39 °C). При равной сумме троеборья золотая медаль досталась Андерсону — атлету с меньшим собственным весом (137,9 кг против 143,5 кг у Сельветти).
После этой Олимпиады Андерсон ушёл в профессиональный спорт, поэтому уже не мог участвовать в Олимпийских играх в Риме 1960 года, где Юрий Власов побил его рекорды в сумме троеборья.
После олимпиады Андерсон заявил, что он уходит из любительского спорта, полагая, что турниры слишком уж выматывают физически и морально. Он стал давать представления с номерами с демонстрацией силы в различных городах США. В силовом троеборье он показывал такие результаты: приседания с весом 544,5 кг, жим лёжа — 284 кг и становая тяга — 371 кг (с лямками — 453,5 кг), (сумма без экипировки — 1199 кг). Также Андерсон мог держать на вытянутых руках одними мизинцами гири по 127 кг каждая.
Выжимал одной рукой стоя гантель весом 172,5 кг.

На профессиональных демонстрациях силы Эндерсону удалось оторвать от помоста и поднять до колен 1600 кг. Кроме того, он выполняет неполное приседание — «короткий подсед» с весом в 900 кг, ходит с 700 кг на груди и приседает по всем правилам с 425 кг.
— Ю. Власов. «Справедливость силы»
Далее атлет более сконцентрировался на показательных выступлениях: удерживал на лямках платформу с 15—20 девушками, а также приседал с двумя контейнерами с 25000 долларами серебром, суммарный вес которых вместе с грифом составлял чуть ли не более 600 кг. Параллельно со своей карьерой тяжелоатлета Андерсон пробовал себя в кино, реслинге и даже боксе (поединки не были серьёзными и имели ажиотажный характер). Кроме того, Пол выжимал гантель весом 136 кг на 7 раз левой рукой и на 11 раз правой.
В июне 1956 года Андерсон занял первое место в Национальном чемпионате США в Пенсильвании. В это время он весил 138 кг и имел следующие антропометрические показатели: шея — 62 см; бицепс — 55 см; голень — 55 см; грудь — 147 см; бедро — 91 см; талия — 123 см.
В 1959 году Андерсон женился на Гленде Гарланд. Вместе они основали центр для проблемных подростков в Видали в Джорджии в 1961 году.
От чрезмерных нагрузок у спортсмена начались проблемы с почками и суставами. Дошло даже до того, что зимой 1980 года ему пересадили почку сестры. К тому времени он не мог ходить, похудел почти на 100 кг и был практически при смерти, однако операция продлила ему жизнь. Оставшиеся 14 лет жизни Пол был христианским проповедником, путешествовал по США с обращениями, в которых утверждал, что даже ему не обойтись без веры. Также он иногда продолжал свои выступления, однако прежних результатов не показывал. Все свои сбережения Андерсон отдавал на благотворительные цели, а именно — открывал приюты для детей с тяжёлой судьбой.
«Главное в моей жизни — это вера. Я стремлюсь больше отдавать, нежели брать, стремлюсь реализовывать свои способности на всевозможную помощь другим. Это не означает, что я добр, но слеп, я много вижу и понимаю.» — П. Э. Андерсон.
Умер Пол от болезни почек в 1994 году.